# Eero Väre
Eero Väre (22 de febrero de 1913 – 11 de junio de 1972) fue un músico y cantante finlandés. 

## Biografía
Nacido en Turku, Finlandia, empezó a actuar en los años 1930 con la orquesta Ramblers. A finales de la década estudió canto y violín. Finalizados los años de guerra, empezó a tocar en las orquestas de Ossi Aalto y Erkki Aho, entre otros, grabando sus primeros discos. 
En los años 1940 era uno de los cantantes más conocidos de Finlandia, junto con Henry Theel. Desde 1953 formó parte del cuarteto Kipparikvartetti, y en la siguiente década tuvo una orquesta propia. 
En los años 1950 y 1960 Väre fue también profesor particular de canto, encontrándose entre sus estudiantes muchos cantantes que posteriormente alcanzaron la fama. 
Eero Väre falleció en Helsinki, Finlandia, en el año 1972.